# Pseudococcus longisetosus
Pseudococcus longisetosus är en insektsart som beskrevs av Ferris 1918. Pseudococcus longisetosus ingår i släktet Pseudococcus och familjen ullsköldlöss. Inga underarter finns listade i Catalogue of Life.